# Ducula spilorrhoa
Il piccione imperiale di Torres, piccione imperiale australiano o colombo mangiatore di noci (Ducula spilorrhoa G. R. Gray, 1858) è un uccello della famiglia dei Columbidi.

## Descrizione
Il piccione imperiale di Torres è lungo 38–44 cm e pesa 450-550 g. Il piumaggio in generale è bianco con sfumature grigio o crema sul capo e sul collo. Macchie nere sulle copritrici del sottocoda. Il resto del piumaggio è simile a D. bicolor.

## Biologia
La nidificazione in colonie può includere fino a 25.000 individui generalmente sulle mangrovie delle isole al largo tra Darwin e Cairns. I nidi vengono costruiti con una densità di 2-7 per 10 m². Nel corteggiamento inchinato il maschio assume una posizione verticale estendendo il corpo inarca il collo e spinge il becco verso il gozzo. Abbassa il corpo con le gambe piegate e al culmine emette il richiamo per poi ritornare nella posizione originale. I nidi vengono costruiti a 1,2-4,5 metri di altezza sulle mangrovie e sono costituiti da rami verdi spezzati direttamente dalle piante comprese le foglie che nel giro di alcune settimane si seccano cambiando colore. Negli anni successivi il nido può essere riutilizzato aggiungendo nuovi rami freschi. Quando il nido viene costruito sugli alberi di melaleuca in genere viene posto a maggiori altezze e non vengono utilizzati rami freschi. Viene deposto un solo uovo bianco incubato da entrambi i genitori per 26-28 giorni. Alla nascita i piccoli pesano 16-21 grammi si ricoprono di penne a 11 giorni di età e a 23-26 giorni sono in grado di volare ma divengono autosufficienti dopo altre 8 settimane. Il piumaggio da adulto inizia a 140 giorni e termina a 200 giorni di età. La maturità sessuale viene raggiunta a un anno di età.

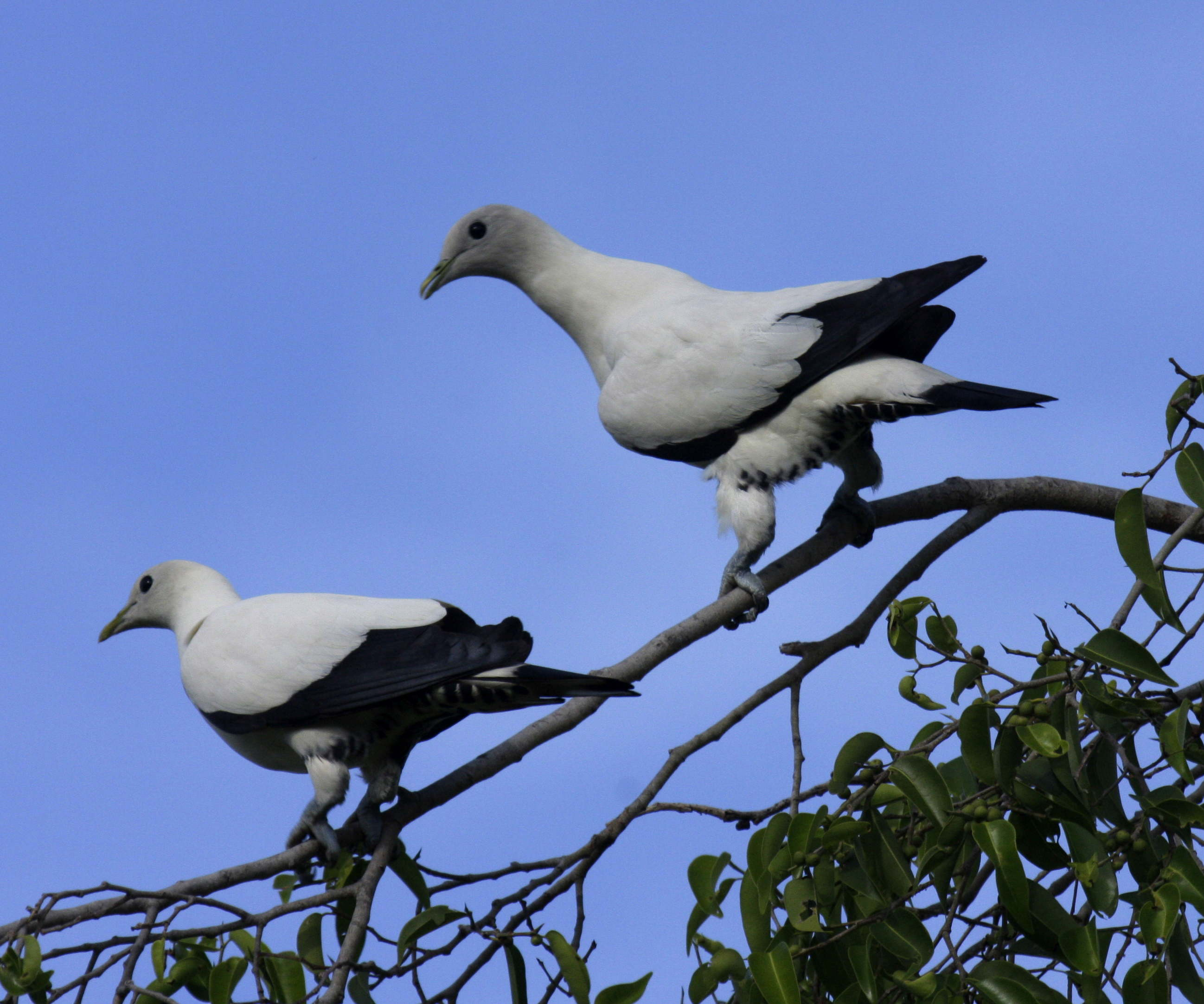

## Distribuzione e habitat
Vive in Nuova Guinea, est e nord est dell'Australia e isole circostanti. Predilige le foreste di eucaliptus, melaleuca e mangrovie, ricerca il cibo ai bordi delle foreste o nelle zone litorali o paludose.